# Філяковська бразда
Філяковська бразда (Fiľakovská brázda) — гірський масив в Словаччині; геоморфологічна підодиниця масиву Церова верховина. Сеоедні висоти — 200 метрів над рівнем моря.. Місце розташування — Банськобистрицький край.